# Григораш Олександр Олександрович
Григораш Олександр Олександрович (26 березня 1913, Диківка, нині Знам'янського району Кіровоградської області — 7 квітня 1975, Сімферополь) — український актор, режисер. Заслужений артист УРСР.
Працював актором і режисером Полтавського, Харківського, Проскурівського (Хмельницького), Дрогобицького, Сімферопольського українського театрів; 1947–1948 — режисер Тернопільського (Чортківського) театру ім. І. Франка, 1948–1951 — Тернопільського театру ім. Т. Шевченка. 1956–1958 — викладач майстерності художнього слова Дрогобицького педагогічного інституту.
Поставив спектаклі:
- «Весілля в Малинівці» Л. Юхвіда (1947),
- «Наталка Полтавка» І. Котляревського (1948),
- «Шельменко-денщик» Г. Квітки-Основ'яненка (1949),
- «Життя починається знову» В. Собка (1950) та ін.

Як актор відзначився у творенні комічних образів.